# Pucón
Pucón (del mapudungun: entrada a la cordillera) es una ciudad y comuna de la Provincia de Cautín, perteneciente a la Región de Araucanía, situada en la zona sur de Chile.
Electoralmente integra el Distrito Electoral N.º 23 y pertenece a la 11.ª Circunscripción Senatorial (Araucanía).
La ciudad de Pucón está ubicada sobre la costa oriental del lago Villarrica, a 70 km al oeste de la frontera con Argentina por el paso Mamuil Malal, 105 km al sudeste de Temuco y a 780 km de la capital Santiago, a 25 km al este de Villarrica, a 154 km al noreste de Valdivia, a 321 km al noreste de Puerto Varas, a 330 km al noreste de Puerto Montt, a 12 km al este de Molco (Villarrica) y a 80 km de Freire. Se destaca por ser el balneario lacustre más importante de Chile, con una gran actividad de temporada en la época estival. Es conocida como la «capital chilena del turismo de aventura». En su entorno tiene una variedad de atractivos turísticos que complementan sus playas sobre el lago, como centros termales, centros de esquí y parques nacionales, entre otros. Muestra amplia vida nocturna especialmente para jóvenes, además de especial gastronomía con diversidad de ofertas en época estival. El área rural posee el atractivo de conos volcánicos siempre nevados, bosques de fagáceas y coníferas, y gran cantidad de torrentosos ríos, algunos de los cuales albergan cajones, saltos, cascadas y rápidos. Se agrega a todo esto la gran variedad de flora y fauna silvestre que hacen un complemento ideal para turistas nacionales y extranjeros.

## Etimología
El topónimo «Pucón» puede tener dos significados: 'torcazas', o 'entrada a la cordillera'.
Etimológicamente viene del mapudungún, el idioma de los mapuches, formándose de pun: 'llegar allá'; y conën: 'entrar'; pucon (n) sería: 'lograr entrar' o 'entrada' (a la cordillera y Argentina por el paso Mamuil Malal).
La otra posibilidad es que derive de puconu, de conu: 'torcaza' o 'las torcazas'.

## Historia
Centenario destino turístico, nacido al alero de colonos europeos, especialmente alemanes, llegados a fines del siglo XIX y comienzos del siglo XX. En sus comienzos, fue establecido como asentamiento del Ejército (donde actualmente está la plaza) para resguardar las fronteras y como parte de la pacificación de la Araucanía. Es así como el 27 de febrero de 1883 el Ejército de Chile instala un fuerte, luego de haber emplazado otros en Paillin (actualmente Palguín) y Maichi. La convivencia entre nativos y colonos hace fructificar a la ganadería y a la explotación de bosques como las principales actividades económicas de los primeros años. 
Comienza su desarrollo turístico en plenitud en la década de 1930 y a orillas del lago (Playa Grande) se inicia la construcción del Gran Hotel Pucón por parte de Ferrocarriles del Estado, (icono de fotos y postales) y que viene a acompañar a los pequeños hoteles y residenciales ya existentes (La Posada, Acevedo, Playa, Gudenschwager y Suiza).
En La década de los 40 se construyeron el hospital San Francisco al resguardo de la Congregación de Hermanas Franciscanas del Sagrado Corazón de Jesús. Y el camino costero que hoy en día une las ciudades de Pucón y Villarrica y que significó un enorme adelanto en las comunicaciones, que hasta entonces dependían de botes y barcos a vapor que se desplazaban por el lago. 
En la década de 1960 se pavimentó el camino entre Villarrica y la ruta costera a Pucón además de que en 1968 el hotel Antumalal hospedó la Reina Isabel II y el Príncipe Felipe de Edimburgo en su visita a Pucón.
En la década de 1970 se abrieron las rutas de acceso hacia el lago Caburgua, Paillaco, Huife, Curarrehue, Puesco. Este fue el inicio del turismo masivo, que desencadenó el auge actual. Hoy existen nuevos hoteles, cámpines, condominios, restaurantes, supermercados, cafés, salas de baile, casino de juegos, tours organizados y un centro de esquí en el volcán.

## Geografía

### Geomorfología
La comuna de Pucón se encuentra emplazada en las unidades geomorfológicas de Cordillera volcánica activa y lagos de barrera morrénica.

### Clima
Presenta según la clasificación climática de Köppen clima de tundra de lluvia invernal (ET (s)), clima mediterráneo de lluvia invernal (Csb), clima mediterráneo de lluvia invernal de altura (Csb (h)), clima mediterráneo frío de lluvia invernal (Csc) y clima templado lluvioso con leve sequedad estival (Cfb (s)).
| Parámetros climáticos promedio de Pucón                                            | Parámetros climáticos promedio de Pucón | Parámetros climáticos promedio de Pucón | Parámetros climáticos promedio de Pucón | Parámetros climáticos promedio de Pucón | Parámetros climáticos promedio de Pucón | Parámetros climáticos promedio de Pucón | Parámetros climáticos promedio de Pucón | Parámetros climáticos promedio de Pucón | Parámetros climáticos promedio de Pucón | Parámetros climáticos promedio de Pucón | Parámetros climáticos promedio de Pucón | Parámetros climáticos promedio de Pucón | Parámetros climáticos promedio de Pucón |
| Mes                                                                                | Ene.                                    | Feb.                                    | Mar.                                    | Abr.                                    | May.                                    | Jun.                                    | Jul.                                    | Ago.                                    | Sep.                                    | Oct.                                    | Nov.                                    | Dic.                                    | Anual                                   |
| ---------------------------------------------------------------------------------- | --------------------------------------- | --------------------------------------- | --------------------------------------- | --------------------------------------- | --------------------------------------- | --------------------------------------- | --------------------------------------- | --------------------------------------- | --------------------------------------- | --------------------------------------- | --------------------------------------- | --------------------------------------- | --------------------------------------- |
| Temp. máx. abs. (°C)                                                               | 37                                      | 32                                      | 28                                      | 22                                      | 18                                      | 16                                      | 15                                      | 20                                      | 24                                      | 25                                      | 29                                      | 30                                      | 37                                      |
| Temp. máx. media (°C)                                                              | 24                                      | 24                                      | 20                                      | 17                                      | 13                                      | 11                                      | 10                                      | 10                                      | 14                                      | 15                                      | 16                                      | 19                                      | 14                                      |
| Temp. mín. media (°C)                                                              | 12                                      | 12                                      | 9                                       | 7                                       | 4                                       | 2                                       | -1                                      | -1                                      | 5                                       | 6                                       | 9                                       | 10                                      | 5                                       |
| Temp. mín. abs. (°C)                                                               | 0                                       | -2                                      | -5                                      | -6                                      | -8                                      | -9                                      | -12                                     | -13                                     | -6                                      | -5                                      | -5                                      | -2                                      | -12                                     |
| Precipitación total (mm)                                                           | 40                                      | 40                                      | 40                                      | 70                                      | 170                                     | 180                                     | 180                                     | 130                                     | 90                                      | 80                                      | 50                                      | 50                                      | 1190                                    |
| Fuente: https://weatherspark.com/y/25790/Average-Weather-in-Pucón-Chile-Year-Round |                                         |                                         |                                         |                                         |                                         |                                         |                                         |                                         |                                         |                                         |                                         |                                         |                                         |

### Hidrología
La comuna se halla entre las cuencas hidrográficas de río Toltén y río Valdivia. Además, la comuna posee diversos cuerpos de agua, entre los que se destacan el lago Caburga, lago Chico, lago El Toro, lago Huife, lago Isolda o Los Patos, lago Tinquilca, lago Verde y lago Villarrica, laguna Agra, laguna Ancapulli, laguna del León, laguna del Sacrificio, laguna Huerquehue, laguna Lancafilo, laguna Las Mercedes, laguna Minetue, laguna Olvidada, laguna Rivera, laguna San Luis, laguna San Manuel, laguna Seca y laguna Verde; y río Blanco, río Caburga, río Claro, río Correntoso, río Liucura, río Llancalil, río Palgulil, río Pangui, río Pucón o Minetue, río Quililehe, río Quilque, río Rolicura y río Turbio.

## Medio ambiente

Trazado simplificado de los ecosistemas y cuerpos de agua presentes en la comuna de Pucón.

### Componentes bióticos
Dentro del territorio de la comuna se pueden hallar los siguientes ecosistemas:
- Bosque caducifolio templado andino donde predominan Nothofagus alpina y Dasyphyllum diacanthoides (En peligro)
- Bosque caducifolio templado andino donde predominan Nothofagus alpina y Nothofagus dombeyi (Vulnerable)
- Bosque caducifolio templado andino donde predominan Nothofagus pumilio y Araucaria araucana (Vulnerable)
- Bosque caducifolio templado andino donde predominan Nothofagus pumilio y Azara alpina (Vulnerable)
- Bosque caducifolio templado donde predominan Nothofagus obliqua y Laurelia sempervirens (En peligro)
- Bosque resinoso templado andino donde predominan Araucaria araucana y Nothofagus dombeyi (Vulnerable)
- Bosque siempreverde templado andino donde predominan Nothofagus dombeyi y Gaultheria phillyreifolia (Vulnerable)
- Matorral bajo templado andino donde predominan Adesmia longipes y Senecio bipontinii (Vulnerable)
- Matorral bajo templado andino donde predominan Discaria chacaye y Berberis empetrifolia (Vulnerable)
- Zonas geográficas hinóspitas sin vegetación (Sin información)

### Medidas de protección ambiental y conflictos socioambientales
Hasta 2022, la comuna de Pucón cuenta con las siguientes zonas que poseen algún nivel de protección ambiental:
- Araucarias (Reserva Biósfera)[15]
- Bosques Templados Lluviosos (Reserva Biósfera)[16]
- Humedal La Poza y Delta del Trancura, Lago Villarrica (Humedal urbano)[17]
- Humedal Mallolafquen, Lago Villarrica (Humedal urbano)[18]
- Parque Cumbres de Namoncahue (Iniciativa de Conservación Privada)[19]
- Parque Ecológico Peumayén (Iniciativa de Conservación Privada)[20]
- Parque Nacional Huerquehue (Parque Nacional)[21]
- Parque Nacional Villarrica (Parque Nacional)[22]
- Parque Namuncay S.A. (Iniciativa de Conservación Privada)[23]
- Parque Saltos de Marimán (Iniciativa de Conservación Privada)[24]
- Reserva Forestal Villarrica (Reserva Forestal)[25]
- Reserva Privada Madre Selva (Iniciativa de Conservación Privada)[26]
- Santuario El Cañi (Iniciativa de Conservación Privada)[27]
- Tinquilco (Juan Carlos Valdivia) (Iniciativa de Conservación Privada)[28]

## Demografía
Pucón, al igual que muchas ciudades del sur de Chile, ha sido escogido como lugar de residencia de muchos extranjeros por sus atractivos turísticos, naturales y económicos, además de seguridad (pese a encontrarse en las cercanías de un volcán). Su ubicación es muy segura en términos climáticos, aunque geológicamente presenta peligros volcánicos por la presencia del volcán Villarrica.  Entre los extranjeros residentes en Pucón se pueden encontrar argentinos, peruanos, bolivianos, españoles, alemanes, suizos, belgas, australianos, estadounidenses, ingleses y chinos, entre otros.[cita requerida]

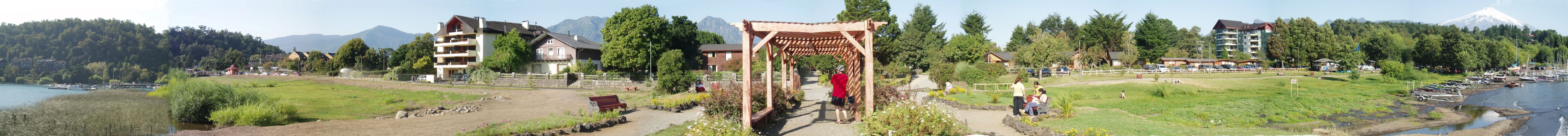
Vista panorámica de la costanera de Pucón, frente al sector "La Poza" del lago Villarrica.

### Crecimiento demográfico
Pucón es una de las ciudades de Chile con los más altos índices de construcción, principalmente casas de veraneo, cabañas y hoteles, siendo el estilo arquitectónico preponderante el de tipo andino-patagónico, que nació en esta ciudad durante el siglo xx. La normativa municipal en Pucón exige que al menos el 50 % de la materialidad de las construcciones sean de piedra o madera. Esta normativa es usada en edificios y objetos públicos, residencias privadas, restaurantes y centros comerciales.

## Administración

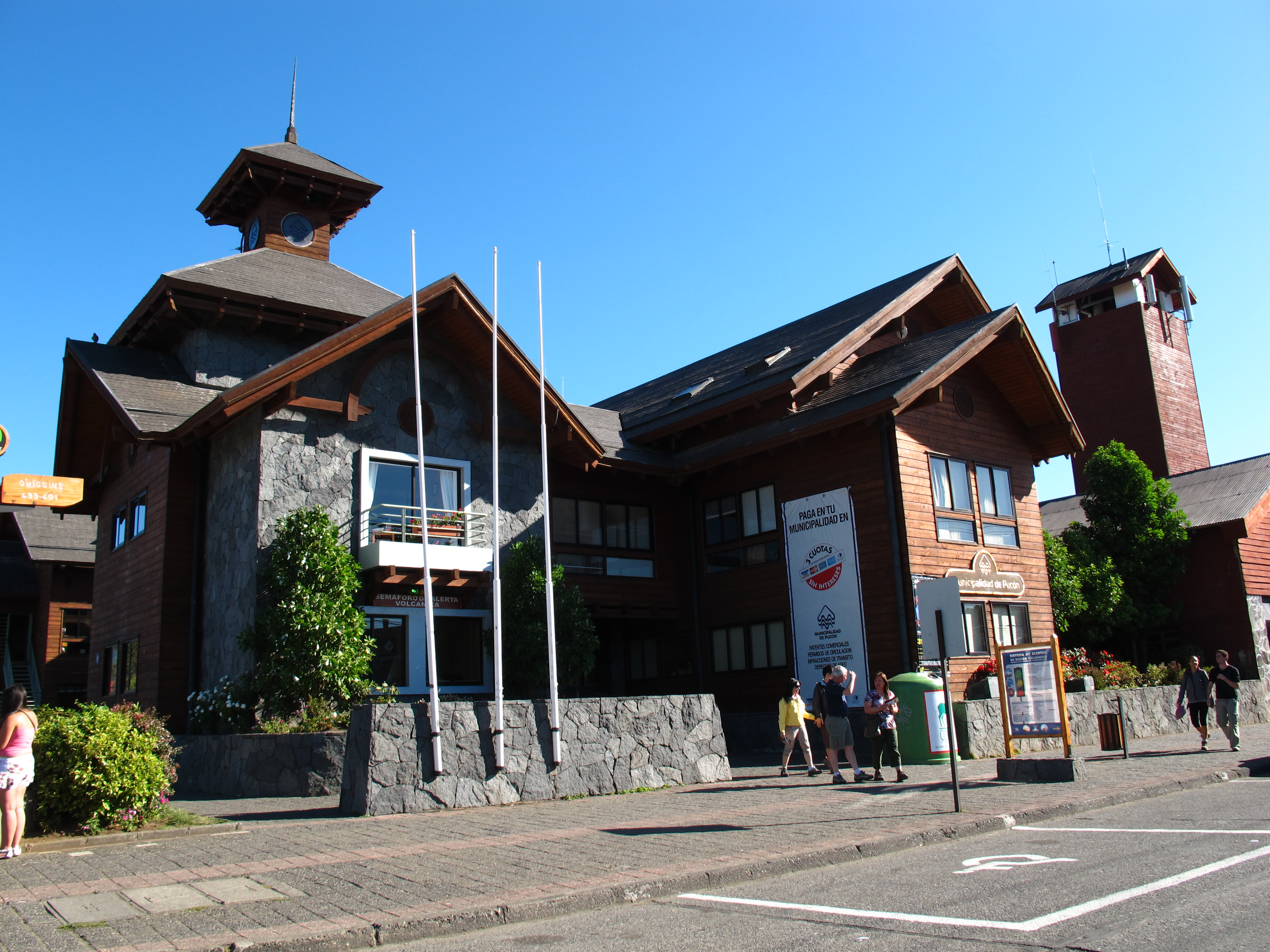
Ilustre Municipalidad de Pucón.

### Municipalidad
La Municipalidad de Pucón para el periodo 2024-2028 es dirigida por el alcalde Sebastián Álvarez Ramírez (Evópoli) y el concejo municipal está conformado por los concejales:
- Claudio Cortez Guarda (RN)
- Armin Avilés Arias (Ind./UDI)
- Emilio Ulloa Barra (RN)
- Verónica Castillo Ojeda (FA)
- Julio Inzunza San Martín (PDG)
- Marina Matus Álvarez (REP)

### Representación parlamentaria
Pucón forma parte de la Circunscripción Senatorial XI y del Distrito Electoral 23. Es representada en la Cámara de Diputados del Congreso Nacional por los siguientes diputados:
- Miguel Alejandro Mellado Suazo (RN)
- Miguel Ángel Becker Alvear (RN)
- Henry Leal Bizama (UDI)
- Andrés Jouannet Valderrama (IND - Partido Radical)
- Stephan Herbert Schubert Rubio (IND - Partido Republicano De Chile)
- Mauricio Antonio Ojeda Rebolledo (IND - Partido Republicano De Chile)
- Ericka Ñanco Vásquez (Revolución Democrática)

En el Senado, la representan:
- Felipe Kast Sommerhoff (Evópoli)
- Francisco Huenchumilla Jaramillo (PDC)
- Jaime Quintana Leal (PPD)
- José García Ruminot (RN)
- Carmen Gloria Aravena Acuña (Evópoli)

## Economía
En 2018, la cantidad de empresas registradas en Pucón fue de 1033. El Índice de Complejidad Económica (ECI) en el mismo año fue de 0,3, mientras que las actividades económicas con mayor índice de Ventaja Comparativa Revelada (RCA) fueron Grandes Establecimientos de Venta de Alimentos, Hipermercados (65,48), Comercio al por Menor de Artículos Típicos y Artesanías (46,47) y Casas de Cambio y Operadores de Divisa (37,63).
La economía de Pucón se centra principalmente en el sector turístico y de servicios.

### Turismo

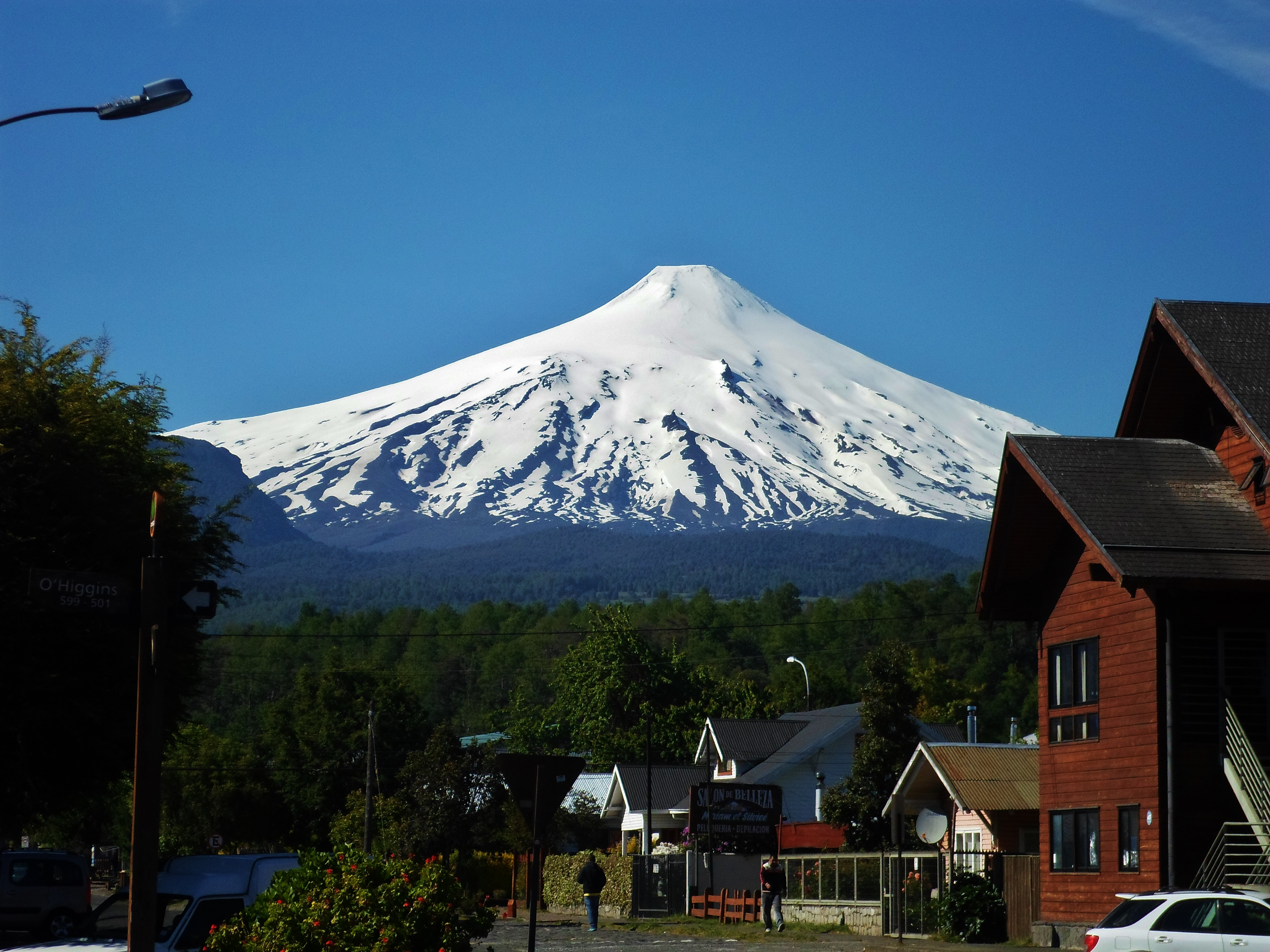
Volcán Villarrica desde una calle de Pucón.

Pucón, destino turístico conocido localmente como "la capital del turismo de aventura",[cita requerida] es un destino muy popular tanto para chilenos como extranjeros. Debido a su entorno natural privilegiado, cercano a volcanes, lagos, parques nacionales, cascadas y termas, la actividad turística ocurre durante todo el año. Durante la temporada estival las actividades más populares contemplan excursiones a volcanes, excursionismo, descenso de ríos, piragüismo, tirolesa, kayak, cabalgatas, avistamiento de aves, y pesca deportiva. Por otro lado, durante los meses de invierno y primavera, se puede practicar esquí y snowboard en las pistas del volcán Villarrica, o visitar una de las tantas termas que suelen contar con piscinas y pozas naturales al aire libre, en medio del bosque. Existe una veintena de agencias de turismo que se ubican preferentemente en la avenida principal o cercanas a ella, donde los turistas pueden adquirir los servicios para los diferentes tours. Pese al relativamente pequeño tamaño del radio urbano de Pucón, la oferta tanto de alojamiento como de restaurantes es amplia y variada para todo tipo de turista. En la comuna fue inaugurado el primer hotel boutique exclusivo para el turismo LGBT del país, Hotel Velvet 375, así como también el primer campamento para la comunidad LGBT de Chile, ubicado sobre el río Trancura.

## Cultura

### Gastronomía
Uno de sus más importantes “activos” culturales es la gastronomía. La oferta gastronómica con el tiempo ha aumentó con creces, en el centro y los alrededores de este Balneario Lacustre se pueden encontrar exclusivos lugares que ofrecen desde cocina mapuche, cocina fusión, cocina con frutos del mar (mariscos), especialidades uruguayas, peruanas, italianas, hasta comida totalmente orgánica; también encontramos pastelería y repostería, sushirias, pizzerías y comida rápida que se suman a la gran cantidad de restaurantes que abundan en las calles de la ciudad.

## Lugares de interés

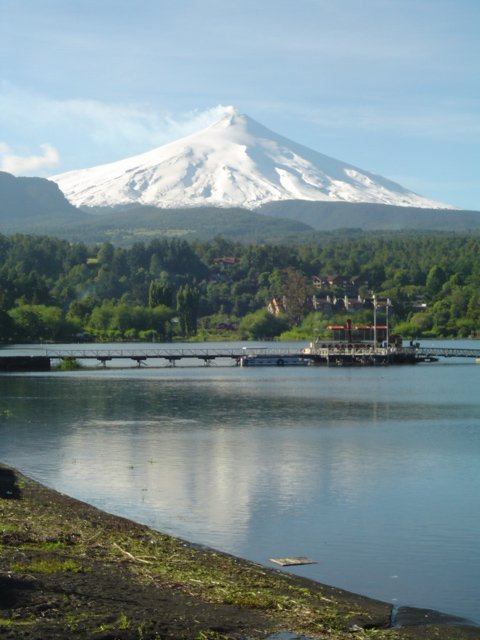
Lago Villarrica y Volcán Villarrica de fondo.

- Parques nacionales: Parque nacional Villarrica, parque nacional Huerquehue y Reserva nacional Villarrica.
- Volcanes: destacan el Villarrica, Mocho o Quetrupillán y Lanín.
- Lagos: destacan los lagos Villarrica, Caburgua y Tinquilco.
- Termas: destacan las Termas de Palguín, Río Blanco, Huife, Quimey-Co, Peumayen, Montevivo, Menetúe, San Luis, Trancura y Los Pozones; además están cerca las ubicadas en la comuna de Curarrehue: Curarrehue, Panqui y Ancamil.
- Ojos del Caburgua desagüe subterráneo proveniente del lago Caburgua.

## Transporte
La ruta principal de acceso a la comuna es a través de la Ruta CH-199, la cual comienza en la Autopista Ruta de la Araucanía. Con respecto al transporte público interurbano, existen terminales de buses que realizan servicios diarios directos a las ciudades de Temuco, Villarrica, Cunco, Concepción, Santiago e intermedios. En relación con el transporte aéreo, el Aeródromo de Pucón es un terminal aéreo público que opera en la comuna.

## Ciudades hermanas
Pucón tiene convenio de hermandad con:
- Lake Oswego, Oregón, Estados Unidos
- Véneto, Italia
- San Martín de los Andes, Neuquén, Argentina

## Personas destacadas
- Francisco Valdés Subercaseaux (1902-1982): prelado capuchino y primer Obispo de la Diócesis de Osorno.
- Guillermo Pollak Beck (1913-?): hotelero.
- Sócrates Gatica (1920-2009): exalcalde de Pucón, agricultor, fundador del Club de Leones y Rotary Club de la comuna.
- Ismenia Pauchard (1932-2004): baloncestista.
- Gloria Dünkler (1977-): poetisa y narradora.
- Carlos Barría (1989-): futbolista.